# Monsireigne
Monsireigne és un municipi francès situat al departament de Vendée i a la regió de País del Loira. L'any 2007 tenia 836 habitants.

## Demografia

### Població
El 2007 la població de fet de Monsireigne era de 836 persones. Hi havia 312 famílies de les quals 82 eren unipersonals (41 homes vivint sols i 41 dones vivint soles), 98 parelles sense fills, 128 parelles amb fills i 4 famílies monoparentals amb fills.
La població ha evolucionat segons el següent gràfic:
Habitants censats

### Habitatges
El 2007 hi havia 376 habitatges, 328 eren l'habitatge principal de la família, 18 eren segones residències i 30 estaven desocupats. 364 eren cases i 7 eren apartaments. Dels 328 habitatges principals, 253 estaven ocupats pels seus propietaris i 74 estaven llogats i ocupats pels llogaters; 1 tenia una cambra, 6 en tenien dues, 51 en tenien tres, 102 en tenien quatre i 168 en tenien cinc o més. 266 habitatges disposaven pel capbaix d'una plaça de pàrquing. A 131 habitatges hi havia un automòbil i a 184 n'hi havia dos o més.

### Piràmide de població
La piràmide de població per edats i sexe el 2009 era:
| Homes | Edats   | Dones |
| ----- | ------- | ----- |
| 0     | 95 o +  | 0     |
| 0     | 90 a 94 | 0     |
| 4     | 85 a 89 | 8     |
| 8     | 80 a 84 | 4     |
| 12    | 75 a 79 | 8     |
| 16    | 70 a 74 | 12    |
| 16    | 65 a 69 | 32    |
| 16    | 60 a 64 | 16    |
| 16    | 55 a 59 | 12    |
| 32    | 50 a 54 | 24    |
| 20    | 45 a 49 | 24    |
| 32    | 40 a 44 | 20    |
| 20    | 35 a 39 | 28    |
| 28    | 30 a 34 | 24    |
| 32    | 25 a 29 | 28    |
| 12    | 20 a 24 | 16    |
| 40    | 15 a 19 | 20    |
| 32    | 10 a 14 | 24    |
| 32    | 5 a 9   | 20    |
| 12    | 0 a 4   | 12    |

## Economia
El 2007 la població en edat de treballar era de 548 persones, 436 eren actives i 112 eren inactives. De les 436 persones actives 408 estaven ocupades (240 homes i 168 dones) i 28 estaven aturades (12 homes i 16 dones). De les 112 persones inactives 48 estaven jubilades, 32 estaven estudiant i 32 estaven classificades com a «altres inactius».

### Ingressos
El 2009 a Monsireigne hi havia 349 unitats fiscals que integraven 903 persones, la mediana anual d'ingressos fiscals per persona era de 15.569 €.

### Activitats econòmiques
Dels 25 establiments que hi havia el 2007, 1 era d'una empresa de fabricació de material elèctric, 8 d'empreses de construcció, 6 d'empreses de comerç i reparació d'automòbils, 3 d'empreses d'hostatgeria i restauració, 2 d'empreses d'informació i comunicació, 1 d'una empresa financera, 1 d'una empresa de serveis, 2 d'entitats de l'administració pública i 1 d'una empresa classificada com a «altres activitats de serveis».
Dels 11 establiments de servei als particulars que hi havia el 2009, 2 eren tallers de reparació d'automòbils i de material agrícola, 1 paleta, 2 guixaires pintors, 1 fusteria, 1 lampisteria, 2 electricistes, 1 perruqueria i 1 restaurant.
L'any 2000 a Monsireigne hi havia 38 explotacions agrícoles que ocupaven un total de 1.377 hectàrees.

## Equipaments sanitaris i escolars
L'únic equipament sanitari que hi havia el 2009 era una farmàcia.
El 2009 hi havia una escola elemental.

## Poblacions més properes
El següent diagrama mostra les poblacions més properes.